# 大山道場

極眞會 大山道場

大山道場（おおやまどうじょう）は、大山倍達が興した空手道場。正式名称は日本空手道極真会 大山道場。1964年に設立される極真会館の前身となった。

## 概要
1954年発足。当初は、大山が剛柔流の出身だったこともあり、その一道場として位置付けられていたが、のちに独立。
指導の特色は、実戦における強さ向上を目的とし、相手の体に直接、突きや蹴りを当てる組手を行い、それまで一般的であった他流派の寸止め組手とは一線を画していた。手や肘による顔面殴打・金的攻撃・投げ技・関節技を認める等、競技として普及しているフルコンタクト空手とも異なっているため、総合空手の始祖ともされる流派である。組手スタイルに統一されたものは無く、多種多様で実戦の実験場のような体を成していた。他流派が行っていなかった基礎体力作りやウエイトトレーニングを、本格的に取り入れていた。このスタイルは極真会館刷新後も継続され、1969年にオープントーナメント全日本空手道選手権大会が初開催されても、その思想は残っていた。しかし毎年秋に定期的に大会が行われるようになると、門下生がルールに則って試合する意識が高まり、稽古内容も変化していった。
大山道場と銘打っていたものの自らの修行に忙しい大山は、特に道場の初期、入門者への指導を率先して行っていなかった。その代わりに学習院大学空手道部で松涛館流の安田英治、日本大学空手道部で剛柔流の石橋雅史と南本一郎らが師範代として門下生を指導し、後に剣道の有段者であった黒崎健時も入門し、師範代となった。
これまで大山倍達・石橋雅史・南本一郎・安田英治しか黒帯はいなかったが、1959年12月6日には大山道場で修行した者の中で初めて岡田博文が黒帯（初段）を允許され、極真会館の公式年度別昇段登録簿にも一人目として掲載されている。

## 歴史
- 1954年5月 - 目白の自宅庭に「大山道場」の看板が正式に掲げられる[3][7]。
- 1956年6月 - 池袋の立教大学裏にあるバレエスタジオへ移転[3][7]。
- 1957年2月 - 剛柔会より独立し､日本空手道極真会大山道場となる。
- 1958年7月 - ハワイ州に海外初支部発足し、支部長はボビー・ロー[7]。
- 1958年 - 成増に国内初の支部道場が開かれ、支部長は黒崎健時。
- 1959年12月6日 - 大山道場で修行した者の中で初めて岡田博文が黒帯（初段）を允許[6]。
- 1964年1月 - 大山道場の代表として黒崎・中村忠・藤平昭雄がタイに遠征してルンピニー・スタジアムでムエタイ選手とムエタイルールで戦い、黒崎は敗北したものの中村と藤平はそれぞれKO勝ちをし、3対3の対抗戦を2勝1敗で収めた[3][7]。
- 1964年6月 - 大山道場を財団法人極真奨学会の傘下にして、国際空手道連盟極真会館を設立、同年11月に総本部道場が竣工[3][7]。

## 門下生
- 待田京介
- 石橋雅史
- 安田英治
- 南本一郎[注釈 1]
- 黒崎健時
- 渡辺一久
- 岡田博文
- 大山茂
- 春山一郎[注釈 2]
- 藤巻潤
- ジョン・ブルミン
- 梶原一騎[9]
- 大山泰彦
- 千葉真一
- 郷田勇三
- 中村忠
- 加藤重夫
- 藤平昭雄
- 松田隆智
- スティーブ・アニール
- 芦原英幸
- 及川宏（成増支部）
- 盧山初雄